# Aoua Keïta
Aoua Keïta (Bamako, 12 de juliol del 1912-Bamako, 7 de maig del 1980) fou una llevadora, activista i política maliana (llavors el Sudan francés). Fou la primera dona elegida diputada d'Àfrica (1958). Fou una figura important de la lluita per la independència, el sindicalisme i la lluita pels drets de les dones a Mali. Va contribuir a organitzar la participació de les dones en sindicats i associacions autònoms. El 1956 fundà a Bamako, amb la professora Aïssata Sow, el Comité de Dones Treballadores, que dos anys més tard es denominà Intersindicat de Dones Treballadores, que tenia com a objectiu defensar els interessos de les dones treballadores i participar en la lluita anticolonialcontra l'estat francés. Amb la seua autobiografia Femme d’Afrique: La vie d’Aoua Kéita racontée par elle-même guanyà el Gran Premi literari de l'Àfrica Negra el 1976, i fou la primera dona a guanyar-lo.

## Biografia
Aoua Keïta nasqué el 1912 a Bamako. Era filla de Mariam Coulibaly i Karamoko Keïta, originari de Kouroussa (Guinea). Aquest era un veterà de l'exèrcit francés que treballava en l'administració colonial, la qual cosa li va permetre mantenir una gran família (era polígam). Les famílies s'organitzaven en un sistema patriarcal. La rellevància en aquest sentit que podien tenir les dones era que la línia hereditària es concedís mitjançant elles i no mitjançant els hòmens, o que fossen elles les que tinguessen diversos marits. Però no era comú.
El 1923, va inscriure la seva filla Aoua a l'escola de Bamako «per a complaure l'administració, que estava tenint problemes per a reclutar alumnes en l'escola de xiquetes». Es va assenyalar així per una certa capacitat d'anar més enllà de la distribució tradicional de rols entre dones i hòmens que, a més a més, la seua mare desaprovava. La figura del pare i la mare d'Aoua mostren el contrast que s'estava començant a donar entre la tradició i el progressisme a Àfrica.
Després dels estudis primaris va assistir al Foyer des métisses de Bamako i més tard estudià a l'Escola Africana de Medicina i Farmàcia a Dakar, del 1928 al 1931, on va obtenir un diploma com a llevadora i fou una de les primeres dones a l'Àfrica negra a graduar-se. Treballà a Gao, Tougan, Kayes, Niono, Kokry, Markala i Nara.
El 1935 es casà amb Daouda Diawara, un metge auxiliar a qui havia conegut a l'escola de Dakar, i se separaren al 1949, sota la pressió familiar perquè no havien aconseguit tenir descendència. Més tard es casà per segona vegada amb Djimé Diallo, que treballava com a expert de la Unesco a l'Escola Normal Superior de Congo Brazzaville.

### Trajectòria política
Aoua Keïta era una activista política per la independència del Sudan francés. El 1946, entrà en la Unió Democràtica de la Unió Sudanesa-Africana (US-RDA).(4)
El 1950, es traslladà a Gao. Renuncià a l'any següent a la nacionalitat francesa i encara era a Gao quan es feren les eleccions del 1951, mentre que tots els altres funcionaris militants de la RDA foren transferits per l'administració colonial que feia costat al camp contrari. Aoua Keïta tingué un paper important en la victòria del partit en aquestes eleccions i la transparència de la votació, sense dubtar a oposar-se públicament als oficials francesos que intentaven obstaculitzar la bona marxa de les eleccions. Després fou traslladada per «raons disciplinàries» a Bignona (Casamance), al Senegal, després a Nara i finalment a la sala de maternitat de Kati, prop de Bamako.
El 1958 entrà en la direcció política de la US-RDA, i n'era l'única dona. La nomenaren membre del Comité Constitucional de la República Sudanesa.
El 1959 va ser elegida diputada de la Federació de Mali de Sikasso: la primera dona maliana triada per a aquest lloc.(4) Participà en el desenvolupament de la constitució de la federació i va exercir un paper polític principal, juntament amb Modibo Keïta, fins al cop militar del 1968.
En la seua obra hi ha testimoniatges de com hi havia oposició contra ella: “Fora del meu poble, dona atrevida. Com has gosat comparar-te amb els hòmens acceptant el lloc d'un home? Aquesta és la culpa dels dirigents de la RDA que es burlen dels hòmens del nostre país en fer-la la seua igual".

### Lluita sindical i defensa dels drets de les dones
Al costat de la lluita contra l'estat francés i la lluita sindical, Aoua Keïta ajudà a organitzar la participació de dones en les estructures sindicals i associatives autònomes. L'Intersindicat de Dones Treballadores fou un pas més davant les possibilitats obertes el 1944 per un primer decret que havia eliminat la necessitat d'una autorització marital per a «les dones que exerceixen una professió o treball»; podien des d'aquest moment sindicar-se lliurement i participar en l'administració o en la direcció d'una organització a condició que sabessen llegir, escriure o parlar francés.
El sindicat femení reclamava l'harmonització de salaris entre treballadors europeus i africans i entre hòmens i dones, l'aplicació del Codi del treball, la creació de guarderies i jardins d'infància i l'atribució d'assignacions familiars.
El 1957 representà l'Intersindicat en el Congrés Constituent de la Unió General de Treballadors d'Àfrica Negra i aquest mateix any l'elegiren membre de la direcció de Sindicats de treballadors de Sudan francés.(7) 
Al juny del 1958, en ocasió de la reunió de la Federació Democràtica Internacional de Dones, les delegades d'Àfrica (Algèria, Senegal, Sudan francés, Togo i Tunísia) proposen crear una organització femenina panafricana per a «sensibilitzar l'opinió internacional pels sofriments de les dones als estats que lluiten per la seua independència». Aoua Keïta feu una gira per la zona per a sensibilitzar els caps d'estat africans per a la creació d'una Unió de Dones de l'Àfrica Occidental (UFOA), que s'organitzarien en estructures nacionals en cada territori i posteriorment a escala regional. Així, el 2 de novembre del 1958 es va crear la Unió de les Dones del Sudan, presidida per Sira Diop.
Al juliol del 1959 Keïta va participar en la constitució de la Unió de Dones d'Àfrica Occidental, a Bamako. El 1962, participà en la conferència de dones de Dar es Salaam que originà l'Organització Panafricana de Dones. Aquest mateix any es redactà el Codi de Matrimoni i Tutela de Mali, i fou l'única dona que hi va participar en la redacció. El codi fou un gran pas per als drets de les dones malianes, amb les posicions més avançades d'Àfrica Occidental.
Ajudà a crear el Dia Internacional de les Dones Africanes (JIFA), promulgat per les Nacions Unides i la OUA el 31 de juliol del 1962.
El 1975, publicà Dona d'Àfrica. La vida d'Aoua Keïta narrada per ella mateixa, amb el qual va guanyar el 1976 el Gran Premi Literari d'Àfrica negra, la primera dona a rebre'l.
El cop d'estat militar de Moussa Traoré el 1968 va marcar el final de la seua carrera política. Dos anys després, el 1970, deixà Mali i es reuní amb el seu segon espòs a la República del Congo. No va tornar a Mali fins al 1979, i es va morir un any després, als 67 anys.

## Publicacions
- Femme d'Afrique. La vie d’Aoua Kéïta racontée par elle-même, Présence africaine, Paris, 1975, ISBN 2-7087-0320-X.

## Premis i reconeixements
- 1976 Gran Premi Literari d'Àfrica negra per la seua autobiografia.
- Medalla d'or de la independència de Mali.
- Orde de perfecció RAU.
- Mèrit de la Creu Roja de l'Imperi d'Etiòpia.
- Gran Oficial de l'Orde Nacional del Senegal.
- Gran Comandanta de l'Orde de l'Estrela Africana de Libèria.
- Oficial de l'Orde Nacional del Dahomei.[13]

## Reconeixements pòstums
- El 1999, es creà el Centre de Formació professional Aoua-Keïta a Dravela Bolibana.
- Una sala de conferències ha estat nomenada "Aoua Keïta" dins de l'Assemblea Nacional de Mali.
- El 30 de maig del 2011 un carrer d'Angers es denomina "rue Aoua Keïta".[14]

## Premi Aoua Keïta
L'Associació per a l'Avanç i Defensa dels Drets de les Dones (APDF), una associació feminista maliana creada el 6 d'abril del 1991 creà el Premi Aoua Keïta, atorgat anualment com a part de la celebració del Dia Panafricà de les Dones per a premiar "l'esforç, la dedicació i el coratge de dones i hòmens" per la "promoció i defensa dels drets de les dones".